# Hirzel
Hirzel is een plaats en voormalige gemeente die deel uitmaakt van het district Horgen in het Zwitserse kanton Zürich. Hirzel telt 2185 inwoners (31-12-2016). Op 1 januari 2018 werd Hirzel opgenomen in de gemeente Horgen.

## Geboren in Hirzel
- Johanna Spyri (1827-1901), schrijfster (Heidi)
- Hoyte van Hoytema (1971), Nederlands-Zweeds cinematograaf en director of photography